# Ріотуерто (Кантабрія)
Ріотуерто (ісп. Riotuerto) — муніципалітет в Іспанії, у складі автономної спільноти Кантабрія. Населення — 1627 осіб (2009).
Муніципалітет розташований на відстані близько 330 км на північ від Мадрида, 14 км на південний схід від Сантандера.
На території муніципалітету розташовані такі населені пункти: Ангустіна, Барріо-де-Арріба, Ла-Кавада (адміністративний центр), Монте, Рукандіо.

## Демографія
Динаміка населення (INE ):

## Галерея зображень

Розташування муніципалітету
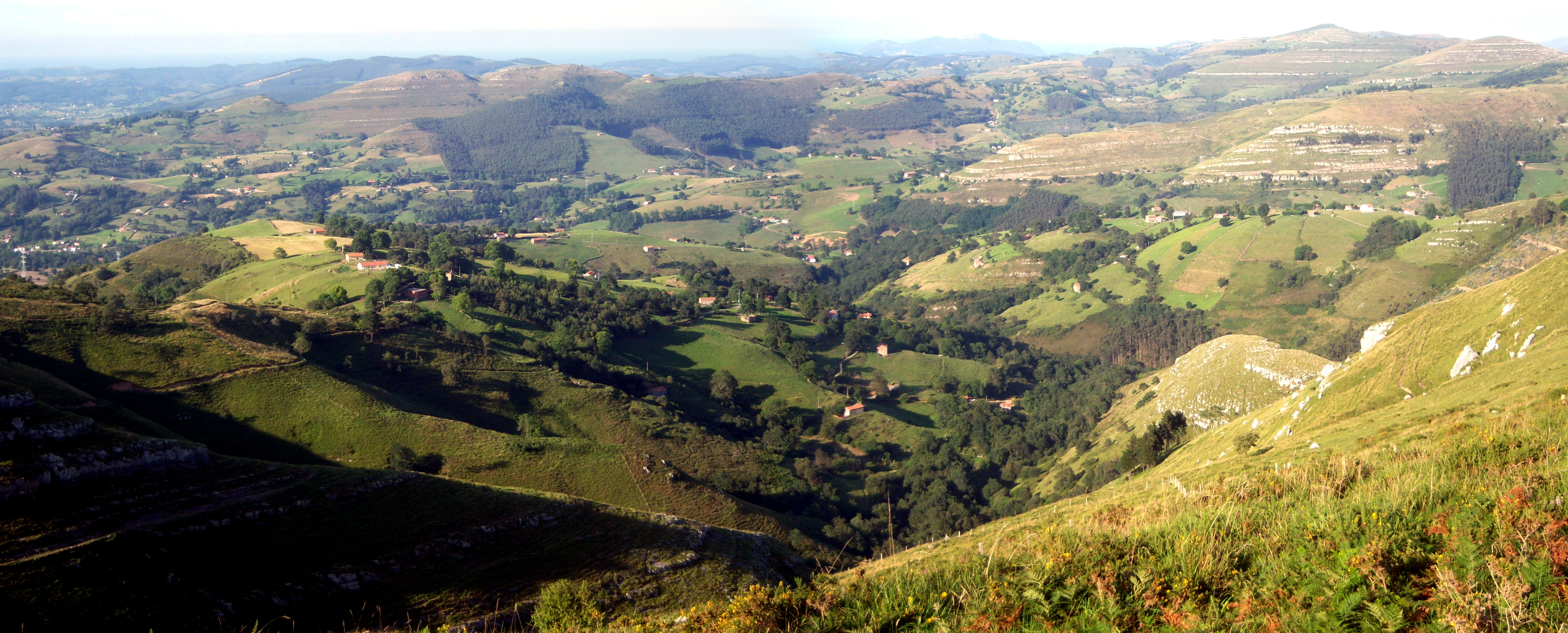
Ріотуерто